# Christus der Weltenrichter
Christus der Weltenrichter ist der Name eines Glasfensters des Künstlers Hans Gottfried von Stockhausen im Altarraum der Dorfkirche von Werkel bei Fritzlar in Nordhessen. Das namensgebende Thema des Werkes ist ein zentrales Motiv der christlichen Religion; siehe Jüngstes Gericht.

## Geschichte
Das lediglich 65 cm × 140 cm große Fenster wurde 1957 von der Werkstatt V. Saile in Stuttgart für die am Osterwochenende 1945 fast völlig zerstörte Evangelische Dorfkirche im heutigen Fritzlarer Stadtteil Werkel hergestellt. Zu der Zerstörung der Kirche war es gekommen, als Angehörige der Waffen-SS mit sieben Tiger-Panzern das Vorrücken US-amerikanischer Heereseinheiten von Fritzlar in Richtung Kassel aufhalten wollten.

## Darstellung
Die Arbeit zählt zu den typischen Frühwerken Stockhausens, bei denen er noch sparsam mit Farbe und Form experimentiert. Stockhausen verarbeitet in dem Fenster seine eigenen Kriegserlebnisse in Stalingrad und schlägt einen gedanklichen Bogen zu den lokalen Kriegsgeschehnissen in Werkel. 
Das Fenster zeigt Jesus Christus als Weltenrichter in einem mindestens seit dem Mittelalter etablierten Typus: Er thront mit Nimbus und erhobenen Armen in der blauen Weite des Alls, seine Füße ruhen auf dem Erdball. Er trägt ein von einem Gürtel gehaltenes, überwiegend rotes Gewand. An den vier Ecken des Fensters sind vier Augenelemente zu sehen. Bildnerisch wird das Glaubensbekenntnis zitiert: „… denn von dort wird er kommen, zu richten die Toten und die Lebendigen.“

## Motivähnliche Arbeiten anderer Künstler
Seit 1958 thront über der Christuskirche Mürwik Christus als Weltenrichter, ein Werk der Bildhauerin Ursula Querner.